# Dabasa
Dabasa is een geslacht van vlinders van de familie pages (Papilionidae).

## Soorten
- D. payeni (Boisduval, 1836)
- D. sciron (Leech, 1890)